# Ia Yok
Ia Yok là một xã cũ thuộc huyện Ia Grai, tỉnh Gia Lai, Việt Nam.
Xã có diện tích 25,64 km², dân số năm 2025 là 9.161 người.

## Địa lý
Xã Ia Yok là xã vùng II nằm ở phía đông bắc huyện Ia Grai, cách trung tâm huyện khoảng 22 km. Diện tích tự nhiên khoảng 2.555,22ha, trong đó đất sản xuất nông nghiệp có diện tích 2.059,98ha, chiếm 80,62%.
- Phía Đông giáp xã Ia Sao, huyện Ia Grai
- Phía Tây giáp xã Ia Bă và Ia Hrung, huyện Ia Grai
- Phía Nam giáp xã Ia Hrung,huyện Ia Grai
- Phía Bắc giáp xã Ia Nhin và xã Nghĩa Hòa huyện Chư Pảh

## Lịch sử
Ia Yok được xã được thành lập từ việc chia tách xã Ia Sao theo Nghị định số 39/2006/NĐ-CP ngày 21 thaùng 4 năm 2006 của Chính phủ.
Theo Nghị quyết số 1664/NQ-UBTVQH15 năm 2025, hợp nhất toàn bộ diện tích tự nhiên và dân số của 3 xã: Ia Sao, Ia Yok và Ia Dêr vào xã Ia Hrung.

## Hành chính
Đến năm 2016, xã có 11 thôn và 2 làng.

## Giáo dục
Ia Yok có 3 trong số 4 trường đạt chuẩn quốc gia (2 trường tiểu và 1 trường mầm non)
- Trường Mầm non 1/5[9]
- Trường Tiểu học Trần Quốc Toản[10]
- Trường Tiểu học Lê Văn Tám
- Trường Trung học cơ sở Phan Bội Châu[10]